# Association de modélisme aéronautique d'Australie
L'association de modélisme aéronautique d'Australie (Model Aeronautical Association of Australia Inc - MAAA) est une organisation reconnue par CASA en tant qu'organisation d'administration de l'aviation de loisir. La MAAA n'a pas d'autorité de régulation qui lui est conférée par la CASA, mais elle est tenue, en vertu d'un acte d'accord avec la CASA en tant que RAAO, d'exécuter certaines fonctions pour le compte de la CASA payées sur les fonds publics. Il est affilié à la Fédération Aéronautique Internationale par le biais de la Confédération australienne de l'aviation sportive. Fondée en 1947, la MAAA compte actuellement plus de 10 000 membres contre un maximum de 12 000 en 2012 et des actifs totaux comprenant des terrains de vol, des terrains et des équipements d'une valeur de plus de 4 millions de dollars australiens. 